# David Jamieson (kanadensisk politiker)

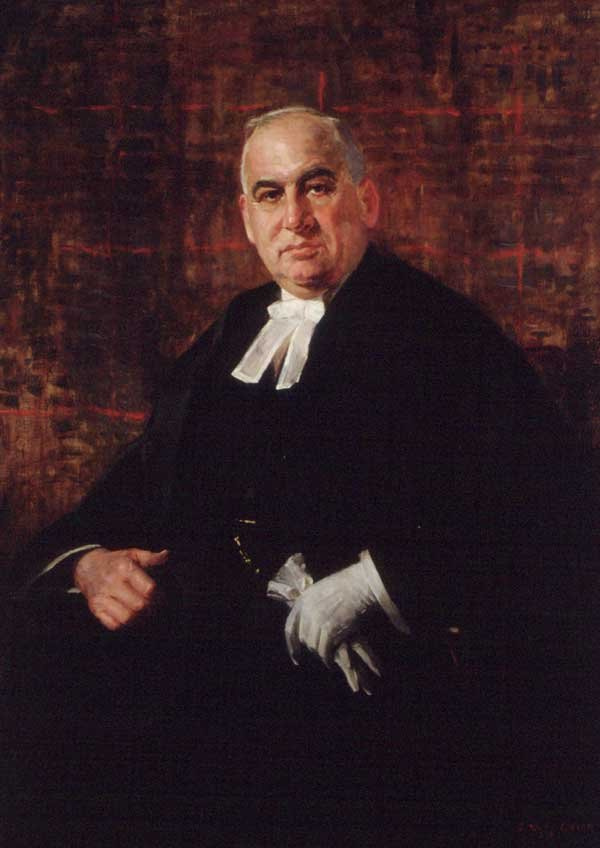
David Jamieson.

David Jamieson. född den 3 februari 1856, död den 12 september 1942, var en kanadensisk politiker. 
Jamieson var talman i Ontarios parlament 1915–1919. Han var konservativ ledamot för Grey South från 1898 till 1919 och från 1923 till 1926.
Jamieson var minister utan portfölj 1926.